# Je vous aime très beaucoup
Pour plus de détails, voir Fiche technique et Distribution.
Je vous aime très beaucoup est un film français réalisé par Philippe Locquet et sorti en 2010.

## Synopsis
À l'église, pour la mort de leur mère, qu'ils n’ont pas connue, trois jeunes de 8, 15 et 17 ans ayant grandi dans des milieux socioculturels différents se rencontrent pour la première fois. Paul, l'aîné, l'allure soignée et le port de tête altier, se demande ce 
qu'il peut avoir en commun avec ce garçon de 15 ans aux cheveux 
ébouriffés et au visage usé, Marty. Et Ptit, 7 ans, a les yeux rivés vers  l'autel, sur le cercueil. Leur mère est morte depuis quatre jours…
Ils passeront les grandes vacances chez la « Nonna », leur grand-mère, entre secrets et lapins, polenta et coups tordus, aventures et premières fois…

## Fiche technique
- Réalisation : Philippe Locquet
- Scénario : Philippe Locquet
- Photographie : Romain Winding
- Son : Thomas Guytard
- Production :
  - Production déléguée :  Mazel Productions
  - Productrice déléguée : Nelly Kafsky
  - Directeur de production : Jean-Dominique Chouchan
- Musique : Laurent Sauvagnac, Stéphane Zidi
- Distribution : 
  - France : Jour2Fête
- Date de sortie :
  - France : 7 juillet 2010
- Durée : 95 minutes

## Distribution
- Firmine Richard : la Nonna, la grand-mère créole
- Philippe Duquesne : le chef des gendarmes
- Bruno Lochet : Bastion, le voisin
- Max Clavelly : P'tit, le garçon de 8 ans
- Albert Delpy : Raymond, le vieil ami de Nonna
- Julien Crampon : Marty, le garçon aux tresses rasta
- Léopoldine Serre : Juliette, la fille de la piscine
- Pierre Lefebvre : Paul, le garçon métis
- Axel Boute : Johnny
- Fabien Baïardi : le père de Johnny
- Clément Brun : Ludo, le garçon du foyer